# D.I.G.I.T.A.L.
Albums de KRS-One
Best of Rapture's Delight
(2003) Keep Right
(2004)
D.I.G.I.T.A.L. est une compilation de KRS-One, sortie le 25 novembre 2003.

## Liste des titres
| No  | Titre                                                                    | Contient un (des) sample(s) de | Durée |
| --- | ------------------------------------------------------------------------ | --- | ----- |
| 1.  | Intro: You Know What's Up!                                               | | 1:39  |
| 2.  | For Example                                                              | | 2:54  |
| 3.  | Tell the Devil Ha!                                                       | Dernier Domicile connu de François de Roubaix Feel the Heartbeat des Treacherous Three The Choice Is Yours de Black Sheep | 3:18  |
| 4.  | When the Moon (featuring Courtney Terry)                                 | | 4:18  |
| 5.  | Free Mumia (featuring Channel Live)                                      | | 4:13  |
| 6.  | Ah Yeah!                                                                 | | 4:48  |
| 7.  | Bring It to the Cypher (featuring Truck Turner)                          | | 4:46  |
| 8.  | As You Already Know (featuring Big Punisher, Kool G Rap et Truck Turner) | | 4:32  |
| 9.  | A Freestyle Song (featuring Common)                                      | | 3:04  |
| 10. | Article Remix (featuring Whitey Don, Mad Lion et Shelly Thunder)         | | 5:08  |
| 11. | Music for the '90s (featuring Simone G)                                  | Midnight Theme de Manzel Hold It Now, Hit It des Beastie Boys Do the Funky de Rufus Thomas | 3:27  |
| 12. | Let It Flow (Get You in the Mood) (featuring Simone G et Courtney Terry) | | 3:28  |
| 13. | Remember                                                                 | | 4:01  |
| 14. | No Wack DJS                                                              | | 3:24  |
| 15. | We Don't Care Anymore                                                    | | 2:26  |
| 16. | Smilin' Faces (featuring Shock-G)                                        | | 3:44  |
| 17. | Hip Hop vs. Rap                                                          | The Bird de Jimmy McGriff Ain't No Sunshine de Gregory James Edition Superappin' de Grandmaster Flash & the Furious Five Adventures of Super Rhyme (Rap) de Jimmy Spicer Freedom de Grandmaster Flash & the Furious Five Too Late de Junior Planet Rock d'Afrika Bambaataa et The Soulsonic Force Sucker M.C.'s (Krush Groove 1) de Run–D.M.C. Friends de Whodini I Wonder if I Take You Home de Lisa Lisa and Cult Jam You Ain't Fresh des Boogie Boys Pee-Wee's Dance de Joeski Love Eric B. Is President d'Eric B. & Rakim Super Hoe des Boogie Down Productions The Bridge Is Over des Boogie Down Productions My Philosophy des Boogie Down Productions Nobody Beats the Biz de Biz Markie featuring T.J Swan Microphone Fiend d'Eric B. & Rakim Keep on Movin' de Soul II Soul Welcome to the Terrordome de Public Enemy More and More Hits de Nice & Smooth The Choice Is Yours (Revisited) de Black Sheep Back to the Grill de MC Serch featuring Red Hot Lover Tone, Nas et Chubb Rock Watch Yo Nuggets de Redman featuring Erick Sermon Hip Hop Hooray de Naughty by Nature Boom Bye Bye de Buju Banton I Get Around de 2Pac featuring Shock G et Money-B Outta Here de KRS-One Method Man du Wu-Tang Clan Insane in the Brain de Cypress Hill | 3:12  |
| 18. | Woop! Woop!                                                              | | 4:23  |
| 19. | Harmony and Understanding                                                | | 1:59  |
| 20. | Outro: I'll Be Back                                                      | | 0:29  |